# Alfred Hitchcock
Sir Alfred Joseph Hitchcock, KBE (London, 13. kolovoza 1899. – Los Angeles, 29. travnja 1980.), britanski filmski redatelj i pisac kriminalističkih i horor knjiga
Majstor je u domeni kriminalističkog žanra. Slijedeći mnoge konvencije žanra, Hitchcock je u svojim trilerima nadišao standarde koji zadovoljavaju publiku, postigavši ujedno popularnost ravnu glumačkim zvijezdama. Postaje kultnim redateljem i svrstava se u red najvećih eksperimentatora filmskog izraza te je proglašen originalnim stilistom kojeg se često citira i imitira. Preciznost kadriranja u njegovim djelima dovedena je do savršenstva. Karakteristike su njegovih filmova sklonost montaži ili pokretima kamere, crni humor, ironija i cinizam, napetost i šok, izmjena komičnih i tragičnih elemenata, te atraktivna, uzbudljiva i napeta fabula kao maska za dublju, misaonu podlogu djela. 

## Životopis

### Rani život
Alfred Joseph Hitchcock rođen je 13. kolovoza 1899. u Londonu, u predgrađu Leytonstone kao drugi sin i najmlađe dijete trgovca Williama Hitchcocka i njegove žene Emme Jane Hitchcock (prije Whelan). Njegova obitelj bila je katolička. Alfred je išao u katoličku školu. Djetinjstvo je proveo usamljeno i zatvoreno.
U ranoj dobi, nakon što se ponašao djetinjasto, rekao je da ga je otac poslao u policijsku stanicu s pismom. Nakon što je načelniku dao poruku zatvoren je na kratko vrijeme. To je vrlo poznata anegdota i on je govorio da je to razlog njegovog nepovjerenja policiji koje se prikazuje kroz mnoge njegove filmove. 
S 14 godina Hitchcock je izgubio oca i napustio koledž svetog Ignacija u Stamford Hillu, njegovu dotadašnju školu i otišao u Školu inženjeringa i navigacije. Nakon što je diplomirao postao je crtač i dizajner reklama u telefonskoj tvrtci. 
U to se vrijeme Hitchcock zainteresirao za fotografiju i počeo raditi u filmskoj industriji u Londonu. 1920. godine dobio je stalan posao u Islington Studios-u kao dizajner naslova za nijeme filmove.

### Predratna karijera u Britaniji
Kao velik talent u novoj industriji uspinjao se vrlo brzo. Michael Balcon iz Gainsborough Pictures mu je 1925. godine dao priliku da režira svoj prvi film, Vrt užitka koji je snimljen u Njemačkoj. No komercijalna propast tog i filma Planinski orao (1926.) prijetila je propasti njegove karijere u usponu, sve dok se nije posvetio žanru trilera. Rezultat je bio film Stanar: Priča o londonskoj magli iz 1927. koji je bio vrlo uspješno kritično i komercijalno djelo. Kao i mnoga njegova ranija djela i ovo je inspirirano ekspresionizmom i snimljeno je u Njemačkoj. U njemu su plavuše usmrćivane davljenjem i novi stanar (glumi Ivor Novello) koji živi na katu obitelji Bunting pada pod jaku sumnju. To je prvi pravi hičkokovski film koji koristi tehnike kao što su "krivi čovjek".
Nakon uspjeha Stanara Hitchcock je unajmio komercijalista kako bi se predstavio kao zvijezda u usponu u britanskoj kinematografiji. Godine 1926. oženio se svojom asistenticom Almom Reville. Imali su kćer Patriciu 1928. Alma je bila Alfredov najbliži suradnik. Napisala je scenarije za mnoge njegove filmove i (često bez pohvale) radila na svakom njegovom filmu.
Godine 1929. počeo je raditi na Ucjeni, a studio je odlučio da to bude jedan od prvih zvučnih filmova u Britaniji. Film je sniman u "British Museum" pa je Ucjena bila početak Hitchcockova serijala puštanja znamenitosti u svoje filmove. 
Godine 1933. Hitchcock je ponovno radio za Michaela Balcona iz Gaumont-British Corparation. Njegov prvi film za tu tvrtku bio je Čovjek koji je previše znao (1934.), a postigao je ogroman uspjeh, dok se film 39 stepenica (1935.) smatra jednim od Hitchcockovih najboljih filmova iz ranijeg doba njegova stvaralaštva. Također je bio prvi film koji je predstavio takozvani "Macguffin" stil. Stil u kojem se oko jednog događaja vrtila cijela radnja. U 39 stepenica MacGuffin su ukradeni nacrti. 
Idući uspjeh iz 1938. postigao je film Dama koja nestaje, brz i pametno postavljen film koji govori o potrazi za starijom Engleskinjom (glumi Dame May Whitty) koja nestaje dok je na putu u vlaku u izmišljenoj zemlji Vandriki (manja verzija Trećeg Reicha).
Pri kraju 1930-ih Hitchcock je bio na visokom položaju u svom zanatu i kad ga je David O. Selznick odveo u Hollywood mogao je sam određivati uvjete.

### Hollywood
Hitchcockov galgenhumor koji je bio u njegovim filmovima, zajedno s napetošću postao je njegov zaštitni znak. No aranžmani s njegovim novim producentom bili su manji od optimalnih. Selznick je bio u novčanim problemima i Hitchcock je često bio nezadovoljan njegovim zahtjevima za kreativnom kontrolom u filmovima. Tako se dogodilo da je Selznick više "posuđivao" Hitchcocka drugim većim studijima nego da je sam producirao filmove. 
Sa Selznickom je Hitchcock snimio svoj prvi američki film Rebecca (1940.), iako je film snimljen u Engleskoj i nastao je po romanu književnice Dame Daphne du Maurier. Ta melodrama govori o naivnoj mladoj ženi koja dolazi u Englesku i bori se s "dalekim" mužem, grabežljivom spremačicom i sjećanjem mrtve supruge. Također je poznat po lezbijskim ispadima u ulozi Judith Anderson. Film je dobio Oscara za najbolji film 1940. godine. Njegov drugi američki film Strani dopisnik bio je nominiran za Oscara u istoj kategoriji godine koje je i snimljen. 
Hitchcockov rad za vrijeme 1940-ih bio je šarolik, od romantične komedije Gospodin i gospođa Smith pa do drame Slučaj Paradine i mračne i potresne Sjene sumnje.
Sjena sumnje govori o mladoj Charlotte "Charlie" Newton (glumi Teresa Wright) koja sumnjiči svog voljenog ujaka Charlieja Spencera (glumi Joseph Cotten) za ubojstvo. Zbog toga što koristi mnogo likova i dijaloga omogućila je "rađanje" generacije kritičara koji koriste psihoanalizu. To su na primjer Slavoj Žižek i Jacques Lacan. Film također sliči malo poznatijem filmu, Građanin Kane.
Začarana je film koji koristi tada jako popularnu psihoanalizu i sadrži scenu sna koju je dizajnirao Salvador Dali. Prava scena sna ukinuta je iz filma jer se smatrala prepotresna za gotov film.
Ozloglašena (1946.) bio je prvi film u kojem je Hitchcock bio i redatelj i producent. Selznick nije vidio potencijal pa je dopustio Hitchcocku da sam producira film za RKO Pictures. Pošto su glavne uloge igrali Ingrid Bergman i Cary Grant i kako je imao radnju koja se temeljila na Nacistima, uraniju i Južnoj Americi Ozloglašena je bila veliki box office uspjeh i svrstana je u jedne od Hitchcockovih najboljih filmova. Zbog sumnjivih radnji Hitchcock je bio pod istragom CIA-e zbog korištenja uranija kao glavnog sredstva.
Uže, njegov prvi film u boji nastao je 1948. Tu je Hitchcock koristio istu sumnju i okoliš kao što je koristio i u Čamcu za spašavanje. Također je eksperimentirao s jako dugim scenama - i do 10 min (vidi Teme i sredstva). S Jamesom Stewartom u glavnoj ulozi započela je Stewartova serija od 4 filma koje je snimio s Hitchcockom. Inspiriran slučajem Leopolda i Loeba ovo je bio prvi film s homoseksualnom tematikom koji je nastao u vrijeme Hays Office (Production Code) ere - čija je pravila Hollywood usvojio.  
Pod znakom jarca film je koji je smješten u Australiju 19. stoljeća. Za ta dva filma Hitchcock je osnovao tvrtku Transatlantic Pictures sa Sidneyjem Bernsteinom. No nakon ta dva neuspjeha tvrtka je propala.

### Posljednje godine
U filmu Stranci u vlaku (1951.) Hitchcock je kombinirao mnoge svoje najbolje elemente iz prijašnjih britanskih i američkih filmova. Dvoje ljudi se sastaju i govore o uklanjanju ljudi koji im stvaraju probleme. No jedan od dvojice taj naum shvaća ozbiljno. S Farleyom Grangerom koji je obnovio neke elemente iz svoje uloge u Užetu, Stranci u vlaku nastavili su pripovjedačku sposobnost homoseksualne ucjene i ubojstva. 
Slijedila su tri jako popularna filma s Grace Kelly u glavnoj ulozi. Zovi M za ubojstvo inspiriran je dramom Fredericka Knotta. To je bio eksperimentalni film gdje je Hitchcock upotrijebio 3D tehnologiju, no film nikada nije prikazan u takvom formatu. Prozor u dvorište film je gdje je James Stewart ponovo tumačio glavnu ulogu zajedno s Thelmom Ritter i Raymondom Burrom. U filmu invalid Stewart u svojim kolicima kroz prozor promatra susjede i uvjeren je da je jedan od njih usmrtio svoju ženu. Kao i Čamac za spašavanje i Uže film je slikan u malom prostoru. Stewart iz sobe nadgleda masivni set dvorišta. Drž'te lopova, sniman na Francuskoj rivijeri imao je Grace Kelly i Carya Granta u glavnim ulogama.
Godine 1956. Hitchcock snima Krivo optuženog, film inspiriran istinitim događajem zamijenjenog identiteta. To je također bio njegov jedini film u kojem je glumio Henry Fonda. Uz to je ponovo snimio njegov film iz 1934., Čovjek koji je previše znao. Sada su u glavnoj ulozi bili James Stewart i Doris Day koji su pjevali pjesmu "Que Será, Será". 
Vrtoglavica (1958.) film je u kojem su glavne uloge tumačili James Stewart (opet), Kim Novak i Barbara Bel Gaddes. Film je komercijalno propao, no postigao je veliku gledanost i postao jedno od Hitchcockovih remek-djela. 
Nakon Vrtoglavice slijedila su tri vrlo različita filma koja su bila veliki komercijalni uspjeh i postala Hitchcockova remek-djela: Sjever, sjeverozapad (1959.), Psiho (1960.) i Ptice (1963.). Posljednja dva od ta tri filma bila su osobito znamenita zbog zvuka koji je napravio Bernard Herrmann (jedan od najvećih skladatelja filmske glazbe): scena ubojstva u Psihu ostala je poznata i do danas, a glazba u Pticama koristila je samo konvencionalne instrumente i elektronički zvuk. To su bila njegova dva zadnja blockbustera. Tada je njegova karijera počela blijediti (doduše neki kritičari kao Robin Wood & Donald Spoto smatraju Marni iz 1964. prvoklasnim). U London se vratio 1972. da bi snimio Mahnitost, njegov zadnji uspješni film. Tu je Hitchcock prvi puta dopustio golotinju i psovke u svojim filmovima. 
Slabo zdravlje malo je usporilo njegovu karijeru u zadnja dva desetljeća njegova života.
Obiteljska zavjera (1976.) bio je njegov posljednji film. On govori o Blanche Tyler (glumi Barbara Harris), navodnoj spiritualistkinji i njezinom ljubavniku, vozaču taksija Bruceu Dernu koji živi od njezinih lažnih moći. William Devane, Karen Black i Katherine Helmond su također glumili u filmu. 
Vitešku je titulu Hitchcok od kraljice Elizabethe II. dobio 1980., na Novu godinu. Preminuo je samo četiri mjeseca poslije, 29. travnja 1980. g. Ipak je znan po tituli Sir Alfred Hitchcock i imao je slova KBE, jer je ostao Britanac, iako je uzeo američko državljanstvo 1956.
Alfred Hitchcock je preminuo od zatajenja bubrega u svom domu u Bel-Airu, Los Angeles u 80 godini, uz kojega su bile njegova žena Alme Reville i kćer Patricia Hitchcock. Tijelo je kremirano, nije bilo javnog sprovoda.

## Teme i sredstva
Hitchcockov redateljski postupak u osnovi počiva na postizanju neizvjesnosti i napetosti kod gledatelja, a mnogo manje na efektu iznenađenja. Da bi postigao efekt iznenađenja, redatelj naprosto "napada" gledatelja zastrašujućim efektima. Kod neizvjesnosti, redatelj pokazuje gledatelju ono što ne znaju likovi u filmu i na osnovu toga majstorski gradi napetost oko pretpostavke što će se dogoditi kada lik u filmu napokon dozna pravu istinu. 
Nadalje, često zamagljujući moralnu distinkciju između krivnje i nevinosti i s vremena na vrijeme razvijajući te sumnje, Hitchcock svoje "poštovane" gledatelja pretvara u voajere. U Prozoru u dvorište (1954.), nakon što L. B. Jeffries (igra ga James Stewart) skoro cijeli film zuri u njega preko dvorišta, Lars Thorwald (igra ga Raymond Burr) suprotstavlja s Jeffriesu pitanjem "Što vi zapravo želite od mene?", ali se tim pitanjem zapravo obraća gledateljima. U stvari, nekoliko trenutaka prije nego što će izreći ovo pitanje, Thorwald se prvi put u filmu okreće direktno prema kameri; u tom je trenutku, većina gledatelja na rubu živaca.
Jedan od Hitchcockovih najomiljenijih postupaka za razvijanje zapleta priče i stvaranje napetosti jest ono što je on nazivao "MacGuffin". Zapleti većine njegovih trilera zasnivaju se na postojanju "MacGuffina": jednog u suštini beznačajnog detalja koji omogućuje razvijanje priče i tjera likove na akciju, ali čije su posebno značenje i priroda nevažni za gledatelja.  U Vrtoglavici, na primjer, "Charlotta Valdes" je MacGuffin; ona se ni u jednom trenutku ne pojavljuje u filmu, pojedinosti oko njene smrti gledatelju su potpuno nebitne, ali priča o njenom duhu, koji progoni Medlin Elster, zainteresira Scottyja toliko, da on počinje istragu o njenom ubojstvu i od tog trenutka je ključna za cijeli zaplet filma. U Ozloglašenoj, pošiljka uranija, koju glavni junaci moraju pronaći prije nego što dospije u ruke nacistima, izabrana je kao motivirajuća iskra; za tu svrhu mogao je poslužiti i bilo koji drugi opasni predmet ili objekt. U nekoliko Hitchcockovih špijunskih filmova, kao što je 39 stepenica, razne državne tajne imaju ulogu MacGuffina. 
U većini Hitchcockovih filmova pojavljuje se i sam Hitchcock u tzv. cameo ulogama: tako ga na trenutak možemo vidjeti kako ulazi u autobus, prolazi pored neke zgrade, stoji u sobi preko puta dvorišta ili se čak pojavljuje na fotografiji. Ovaj zabavni manir postao je Hitchcockov zaštitni znak. Ponekad, zbog kompletnosti utiska, nosi i neki glazbeni instrument; posebno je dojmljiva scena u kojoj na vlak unosi ogromnu kutiju za violončelo u uvodnoj sceni filma Nepoznati iz Nord-ekspresa. U svojim najranijim pojavljivanjima vidimo ga u mračnim eksterijerima, u pješačkoj gužvi ili kako u dugom kadru prolazi ulicom. Njegove su kasnije cameo uloge dojmljivije: npr. u filmu Trema, kada se na ulici okreće za Jane Wyman koja govori sama sa sobom ili u završnici Obiteljske zavjere kada se pojavljuje samo kao kineska sjenka iza mutnog stakla ureda za “registriranje smrtnih slučajeva“. (Pogledaj listu Hitchcockovih cameo pojavljivanja.)
Hitchcock je često u svojim filmovima koristio broj 13. Broj 13 se redovito pojavljuje, bilo kao običan datum, bilo kao broj u adresi, ili kao broj na registracijskim tablicama... U Psihu (1960.) ima nekoliko dobrih primjera: Norman Bates prvo za gosta odabire sobu broj 3, a zatim sobu broj 1. U knjizi rezervacija soba u motelu najviši nadnevak je trinaesti.
Izgleda da je Hitchcock uživao u tehničkim izazovima koje je pružalo snimanje filmova. U Čamcu za spašavanje Hitchcock radnju cijelog filma smješta na mali čamac i pri tom uspijeva zainteresirati gledatelja za priču i izbjeći dosadu i monotoniju. U tom filmu, s obzirom na ograničene mogućnosti eksterijera, Hitchcock na genijalan način rješava problem svog cameo nastupa: naime, jedan od junaka filma čita stare novine i na zadnjoj strani je prikazan Hitchcockov lik u izmišljenoj reklami preparata za mršavljenje!
U Začaranoj problem snimanja dva inovativna „subjektivna kadra“ Hitchcock je riješio konstruiranjem velike drvene ruke (za koju će se kasnije ispostaviti da pripada liku kroz čije oči „gleda“ kamera) te uvećanih predmeta koje ta ruka drži: ogromne čaše mlijeka i velikog drvenog pištolja. Kao dodatnu, dotad neviđenu novost, Hitchcock je scenu završnog vatrenog obračuna na nekim crno-bijelim kopijama filma ručno obojio u crveno.
Uže (1948.) bio je još jedan veliki tehnički izazov: film je trebao biti snimljen iz samo jednog kadra! Zapravo, film je snimljen u osam kadrova od kojih svaki traje 10 minuta, odnosno toliko koliko iznosi cjelokupna minutaža trake koja se nalazi u filmskoj kameri; prinudni prekid na kraju svake role filma riješen je tako što je neka od ličnosti u filmu prolazila ispred objektiva kamere kako bi se u tom trenutku prikrio prekid trake! Dakle, na kraju role imamo gro-plan kaputa ličnosti iz filma, a na početku sljedeće rolne opet je gro-plan njegovog kaputa!
U Vrtoglavici Hitchcock koristi snimateljski trik koji je kasnije nazvan Hitchcockov zum i koji su mnogi redatelji kasnije vrlo često koristili. 
Iako je bio poznat po inventivnom korištenju kutova snimanja, Hitchcock je izbjegavao položaje kamere koji su, gledajući iz ljudske perspektive, bili fizički nemogući. Npr. on nikada ne bi postavio kameru tako da „gleda“ iz unutrašnjosti hladnjaka ili nekog manjeg zatvorenog prostora (princip koji mnogi suvremeni redatelji ne poštuju, što je vidljivo iz mnogih novijih filmova i posebno TV-reklama).

## Utjecaj Hitchcockovog karaktera na njegove filmove
Hitchcock je imao oko 25 godina i status profesionalnog redatelja kada je prvi put probao alkohol i izašao na sastanak s djevojkom. U nekoliko njegovih filmova prikazan je muški lik koji ima poteškoća u odnosu sa svojom majkom. U filmu Sjever-sjeverozapad (1959.), Roger Tornhill (glumi ga Cary Grant) je nedužan čovjek kojeg njegova majka ismijava zbog njegove opsesije da ga prate mračni i opasni tipovi koji ga žele ubiti (i bio je u pravu u tom slučaju). U Pticama (1963.), lik kojeg glumi Rod Taylor opet je nedužan muškarac koji otkriva da podivljale ptice napadaju ljude i pri tome se pokušava osloboditi utjecaja posesivne majke. Ubojica u filmu Mahnitost (1972.) izlazi s mnogim ženama, ali obožava svoju majku. Negativac Bruno iz Nepoznatog iz Nord-ekspresa mrzi svojeg oca, ali istovremeno je veoma privržen svojoj majci. Problemi Normana Batesa s majkom u Psihu su već legendarni. 
Junakinje Hitchcockovih filmova uglavnom su privlačne, ali hladne plavuše, naizgled nezainteresirane, ali, poduprte uzbuđenjem ili izvjesnom opasnošću, reagiraju burno i silovito, pa čak i protiv zakonskih normi. Kao što je navedeno, slavna je žrtva iz Stanara plavuša. U 39 stepenica, Hitchcockovoj atraktivnoj plavuši, Madeleine Carroll, stavljaju lisice na ruke. U filmu Marnie (1964.), privlačna plavuša Tippi Hedren je kleptomanka. U filmu Drž'te lopova (1955.), čarobna plavuša Grace Kelly nudi pomoć neznancu, iako pretpostavlja da je on provalnik. U Prozoru u dvorište, Lisa provaljuje u stan. A najpoznatija plavuša iz Hitchcockovih filmova, koju u Psihu glumi Janet Leigh opljačka iznos od 40.000 dolara, a ubija je mladić Norman Bates (Anthony Perkins) prerušen u svoju majku. Naime, Bates je zbog zamršenog spleta krivnje i psihoze postao podvojena ličnost, s tim da je njegovo drugo "ja" njegova mrtva majka. (Ili kako bi to Norman sebi objasnio u filmu: " Moja majka je...  kako se ono kaže?...  danas nije baš svoja.") Hitchcockova zadnja vruća plavuša bila je francuska glumica Claude Jade kao zabrinuta kćerka tajnog agenta u Topazu (1969.).
Hitchcock pokazuje da je čvrsto oslanjanje na glumce i glumice zapravo relikt kazališne tradicije. Među prvima je inventivno počeo koristiti pokrete kamere, originalno kadriranje i postupke montaže kako bi istražio nove mogućnosti u filmskoj umjetnosti. 
Hitchcockovi najosobniji filmovi vjerojatno su Ozloglašena (1946.) i Vrtoglavica; oba o opsesijama i nervozama muškaraca koji manipuliraju ženama. S druge strane, često je govorio da je njemu osobno najdraži film Sjenka sumnje.
U Vrtoglavici se puno otvorenije i intenzivnije bavi odnosom seksa i smrti (Tanatosa i Erosa). Lik kojeg tumači Kim Novak izuzetno je atraktivna plavuša, koja privlači pažnju Jimmyja Stewarta. Među njima se rađa ljubav unatoč tome što Stewart vjeruje da Novakova ima samoubilačke porive (kasnije otkriva pravu istinu o njoj). Stewartov lik ima snažnu potrebu da kontrolira ljubavnicu, da je oblači te da se fetišistički odnosi prema njezinoj odjeći, obući i kosi.

## Hitchcockov stil
Hitchcock je vrlo teško nalazio pouzdane scenariste koji su bili sposobni njegove zamisli realizirati na filmu. Iako je radio s darovitim piscima kao što su Raymond Chandler ili John Michael Hayes, vrlo rijetko se prema njima ponašao s poštovanjem i kao sebi ravnima.
Jednom je izjavio: "Pisac i ja isplaniramo cijeli scenarij do najsitnijih detalja i kad se to napravi, jedino što preostaje je da se snimi film. Ustvari, to se događa samo u slučaju kada je osoba koja ulazi u studio svjesna da se mora nositi s kompromisima. Zapravo, romanopisac daje sve od sebe upravo zbog toga što se ne mora baviti glumcima i svim tim stvarima". Hitchcock je bio izuzetno kritičan prema svojim glumcima i glumicama, pa je npr. omalovažavao glumu Kim Novak u filmu Vrtoglavica, a jednom je izjavio da glumce treba tretirati kao stoku. (Braneći se od optužbi da je izjavio 'glumci su stoka', rekao je  'Nikada nisam rekao da su glumci stoka; rekao sam da ih treba tretirati kao stoku'.) 
Prva knjiga koja se bavila Hitchcockom bila je jednostavno naslovljena kao Hitchcock. Objavljena je  1967. i u njoj su objavljeni zapisi jednotjednih razgovora koje je redatelj François Truffaut vodio s Hitchcockom.

## Nagrade
Hitchcockov film Rebecca (1940.) dobio je Oscara iste godine, iako je nagradu primio producent filma David O. Selznick. Hitchcock je kao producent bio nominiran za Oscara za najbolji film i to za Sumnju (1941.). Kao najbolji redatelj bio je nominiran pet puta i to za filmove: Rebecca, Čamac za spašavanje (1944.), Začaran (1945.), Prozor u dvorište i Psiho. Godine 1968./ primio je počasnog Oscara, a 1980. dobio je titulu viteza. 

## Citati
- Peter Conrad
 - Ingmar Bergman
 - Alfred Hitchcock
  - Alfred Hitchcock
  - Alfred Hitchcock
 - Drew Casper
 - Alfred Hitchcock, ispijajući maraschino na Zadarskoj rivi

## Ostali radovi
U razdoblju od 1955. do 1965. Hitchcock je bio domaćin i producent dugotrajne televizijske serije Alfred Hitchcock vam predstavlja. Zahvaljujući filmovima koje je do tada snimio, njegovo ime postalo je sinonim za neizvjesnost, a radeći TV-seriju postao je poznat široj javnosti. Njegov glas prožet ironijom, njegova pojava te osoban stil ponašanja odmah su uočeni i često su bili predmet podsmijeha. I sam je režirao nekoliko epizoda serije, a izazvao je pravu buru u redovima filmskih radnika kada je odlučio da igrani film Psiho snimi koristeći usluge televizijskog osoblja. U kasnim 80-im godinama proizvedene su nove epizode serijala, pri čemu su se koristili Hitchcockovi uvodni govori iz stare serije. 
Hitchcock je također zapamćen i u tiskanom obliku, kao junak, u to vrijeme vrlo popularne, serije detektivskih priča Alfred Hitchcock i tri detektiva. To su bile inteligentno i vješto napisane priče s likovima koji su bili puno mlađi nego u to vrijeme popularni Hardyjevi dječaci. Nakon što je pročitao priču o zamršenom slučaju 'dvorca i papagaja, kojeg su tri detektiva vrlo vješto riješila, Hitchcock odlučuje da piše uvodne tekstove gde je, u ulozi filmskog reditelja, mladim detektivima zadavao nove slučajeve. Na kraju svake knjige Hitchcock raspravlja o slučaju s Jupiterom Jhonsonom, Bobom Endrusom i Peterom Krenshoom pri čemu mu detektivi iznose svoja viđenja slučaja. 
Nakon Hitchcockove smrti, ulogu mentora i prijatelja trojice dječaka preuzima izmišljeni lik umirovljenog detektiva Hectora Sebastiana. Zahvaljujući dostignutoj popularnosti, izdanje Alfred Hitchcock i tri detektiva nekoliko puta je ponovno izdavano iako su najnoviji reprinti naslovljeni samo kao Tri detektiva. Tijekom svih ovih godina izdavači su nastojali zamijeniti Hitchcockov lik u knjizi drugim protagonistima, naročito u ranim izdanjima knjiga.  
Na vrhuncu slave, Hitchcocku je ponuđeno da piše uvodne tekstove za izdanje pripovijedaka poznatih autora koje bi u zaglavlju nosilo njegovo ime. Sve su pripovijetke trebale biti trileri s naglašenim elementima neizvjesnosti. Naslovi tih izdanja bili su Muzej čudovišta Alfreda Hitchcocka, Hitchcockove natprirodne priče strave i napetosti, Napete priče Alfreda Hitchcocka, Vještičji napitak Alfreda Hitchcocka, Galerija utvara Alfreda Hitchcocka i Ukleta kuća Alfreda Hitchcocka.
U kolekciji su zastupljena mnoga poznata imena, pa tako i Shirley Jackson (Stranci u gradu, Lutrija), T.H. White (Mač u kamenu), Robert Bloch, Herbert George Wells (Rat svjetova), Robert Louis Stevenson, Sir Arthur Conan Doyle, Mark Twain, te autor Tri detektiva, Robert Arthur.

## Strah od jaja (ovofobija)
Alfred Hitchcock imao je izuzetan strah od jaja (još poznato kao ovofobija). Rekao je:

## Suradnici
Sara Allgood,
Charles Bennett (scenarist),
Ingrid Bergman,
Carl Brisson,
Robert Burks (direktor fotografije),
Madeleine Carroll,
Leo G. Carroll,
Joseph Cotten,Hume Cronyn,
Robert Cummings,
Joan Fontaine,
John Forsythe,
Farley Granger,
Cary Grant,
Clare Greet,
Lilian Hall-Davis,
Gordon Harker,
Ben Hecht (pisac),
Tippi Hedren,
Bernard Herrmann (skladatelj),
Hannah Jones,
Malcolm Keen,
Grace Kelly,
Charles Laughton,
John Longden,
Peter Lorre,
Miles Mander,
Vera Miles,
Ivor Novello,
Anny Ondra,
Gregory Peck,
Jessie Royce Landis,
James Stewart,
John Williams

## Vanjske poveznice
- Alfred Hitchcock u internetskoj bazi filmova IMDb-u (engl.)
- Hitchcock's article 'Why I Make Melodramas' from 1936
- Hitchcock's Style -- online exhibit from screenonline, a website of the British Film Institute
- Multi-Language Website
- Official Universal Website
- Writing With Hitchcock - Companion site to Steven DeRosa's book of the same name, includes original interviews, essays, script excerpts, and extensive material on Hitchcock's unproduced works.
- Basic Hitchcock Film Techniques  Arhivirana inačica izvorne stranice od 3. listopada 2019. (Wayback Machine) A checklist of his top 13 film techniques.
- In-depth interview with Hitchcock from 1963